# Bairische Rechtschreibung
Eine einheitliche bairische Rechtschreibung gibt es nicht. Die Schreibung des Bairischen orientiert sich im Wesentlichen an der deutschen Orthografie. Es lassen sich aber mehrere allgemeine Tendenzen feststellen, die fast schon Regelcharakter haben, wobei Unterschiede zwischen der Unterhaltungsliteratur in bairischen Dialektgedichten und -geschichten einerseits (wenige oder keine Sonderzeichen), und in beschreibenden Werken wie Grammatiken, Wörterbüchern und Sprachatlanten andererseits zu finden sind (genauere Lautschreibung mit mehr Sonderzeichen). Weiterhin haben sich in Altbayern und in Österreich teilweise unterschiedliche Schreibtraditionen herausgebildet. Zu bemerken ist auch der zunehmende Gebrauch des Bairischen in der Kommunikation per SMS bei Handys und im Internet.

## Arten von Schreibweisen
Die einfachsten Schreibweisen, wie sie in der Unterhaltungsliteratur, in der Laienfachliteratur und in der Handy- und Internetkommunikation zu finden sind, kommen ohne oder mit nur sehr wenigen Sonderzeichen aus. Die Spannweite im Schriftbild reicht von der Standardschriftsprache angenäherten Schreibungen bis zu Lautschreibungen, soweit sie mit den Zeichen des Standardalphabets möglich sind.
Hier sind manchmal noch gewisse Einflüsse der frühmodernen oberdeutschen Schreibtradition (die auf das Bairische konzentriert war) zu spüren, z. B. die unten erwähnte Schreibung ö für ein geschlossenes [e], oder die Diphthongschreibweisen ue und ie. Vor allem in Orts- und Personennamen sind diese Schreibgewohnheiten teilweise bis heute erhalten.
Genauere Schreibungen werden in der Fachliteratur für die allgemeine Leserschaft verwendet. Oft werden offene und geschlossene Vokale unterschieden, Nasalierung, Schwachton (Schwa-Laute) und Vokallängen gekennzeichnet. Zusätzliche Konsonantenzeichen werden seltener verwendet, da der bairische Konsonantenbestand nicht so komplex ist wie der Vokalbestand.
Innerhalb der Sprachwissenschaft werden ausgefeiltere Systeme für die genaue Lautwiedergabe der Aussprache verwendet, wie die „Teuthonista“-Lautschrift (benannt nach der Zeitschrift, in der sie 1924 erstmals vorgestellt wurde), die mittels der fünf Vokale des Basisalphabets durch Buchstabenkombinationen und diverse diakritische Zeichen rund 250 Klangnuancen bei Vokalen (noch ohne Längen-, Nasalierungs- und Rundungskennzeichnung) wiedergeben kann. Zudem enthält sie eine Reihe von Zusatzzeichen für Konsonanten.
Eine weitere Lautschrift mit sehr genauen Wiedergabemöglichkeiten ist das internationale phonetische Alphabet. Da es jedoch mit seinen vielen Grundzeichen (allein 28 für Vokale) für sprachwissenschaftliche Laien (die in Sachen Dialektschreibung und in Projekten mitgewirkt haben) schwerer zu erfassen ist, wird es für die Schreibung deutscher Dialekte seltener eingesetzt.

## Laute und Schriftzeichen
Im Folgenden werden die bairischen Laute aufgeführt, die öfters mit Sonderzeichen wiedergegeben werden, wobei auch die verschiedenen Schriftsysteme vorgestellt werden. Es ist zu beachten, dass es zwischen den verschiedenen bairischen Dialekten erhebliche Lautunterschiede gibt, und somit eine einheitliche Schreibung der einzelnen Wörter weder möglich noch sinnvoll ist. Die Beispielsvarianten beziehen sich jeweils auf verschiedene Schreibweisen bei gleicher Aussprache.
1. das verdunkelte a: Dieser Laut ist charakteristisch für die bairischen Dialekte und kommt in der deutschen Standardsprache nicht vor. Von der Klangfarbe her liegt er zwischen a und o, wobei er je nach Dialekt heller oder dunkler klingen kann. In den Dialekten im westlichen Altbayern kommen in der Aussprache sogar zwei verschiedene Laute vor (der kurze Laut klingt heller, der lange dunkler). Das am häufigsten verwendete Sonderzeichen ist das å (Ringakzent), das besonders in Österreich üblich ist. Ohne Sonderzeichen wird je nach Klangfarbe a oder o gewählt. Die Schreibweisen in der Fachliteratur unterscheiden diese Laute durch zwei verschiedene Zeichen: å für den helleren, ǫ (Ogonek) oder einfacher einzugeben ò (Gravis) für den dunkleren der beiden (offenes o). Wiederum zu unterscheiden ist das geschlossene o – ein anderes Phonem, das stets o geschrieben wird. Beispiele sind: Bei hellerer Klangfarbe Rast/Råst, bei dunklerer Klangfarbe Råst/Rǫst/Ròst (= Rast, im Gegensatz zu Rost = Rost) und Wåång/Wǫǫng/Wòòng (= Wagen).
2. das helle a: Dieser Laut hat im Bairischen auch Phonemstatus und wird in der Schreibung meistens vom dunklen a unterschieden. Das gebräuchliche Sonderzeichen für ihn ist das à (Gravis). Eine in Altbayern gebräuchliche Schreibweise ohne Sonderzeichen ist auch aa (Verdoppelung zur Unterscheidung vom verdunkelten a). Teilweise wird es auch einfach a geschrieben. Beispiele sind Fàckl/Faackl/Fackl (= Ferkel, im Gegensatz zu Fåckl = Fackel), Kàs/Kaas (= Käse).
3. das geschlossene e: In Österreich wird es oft mit é (Akut) wiedergegeben, während in Altbayern normalerweise ein einfaches e verwendet wird, manchmal auch ee. Früher wurde teilweise auch ö verwendet, was jedoch eine missverständliche Schreibung ist. Beispiele sind (in den verschiedenen Schreibweisen) és/es/ees (= ihr) und dés/des/dees (= dieses).
4. das offene e: In Österreich wird es oft als einfaches e wiedergegeben, während in Altbayern oft ä verwendet wird, und in der Fachliteratur ę (Ogonek) oder einfacher einzugeben è (Gravis). Beispiele sind: Schnee/Schnää/Schnęę/Schnèè und recht/rächt/ręcht/rècht.
5. Nasallaute: Diese werden mit einer Tilde oder einem Zirkumflex (einfacher einzugeben) gekennzeichnet, zum Beispiel Krẽ/Krê (= Kren), i bĩ/i bî (= ich bin), mâi (= mein) und Mã oder Mõ/Mô (= Mann). Die Tilde und der Zirkumflex werden dabei gleichbedeutend verwendet, jedoch mit Ausnahme von â - einem nasalen à ähnlich - und ã - einem nasalen å ähnlich.
6. vokalisiertes r: In der Mehrzahl der bairischen Dialekte wird das r heutzutage vor Konsonant oder im Auslaut zu einem 'a'-ähnlichen Laut vokalisiert. Obwohl dieser oft als a geschrieben wird, wird zur besseren Lesbarkeit empfohlen, trotzdem ein r zu schreiben, zumal das r in der heutigen Standardsprache in den genannten Stellungen auch vokalisiert wird. Bairische Beispiele sind erm, Wirt, Dorf, Gurt, Retter. Zudem lautet der a-Laut in Diphthongen, zum Beispiel eam, Briaf, hoaß, guat, und in vokalisiertem -en gleich, zum Beispiel hocka gegenüber Hocker.
7. Die Groß- und Kleinschreibung: richtet sich nach den Regeln der deutschen Standardsprache.

## Zusammenhang von Schreibkonventionen mit Lautdifferenzierung und Lautwahrnehmung
Dass denselben Zeichen und Zeichenkombinationen (Grapheme) in den verschiedenen, wissenschaftlich nicht exakten Umschriftsystemen unterschiedliche Lautwerte zugeordnet werden, kommt auch durch die unterschiedlichen Lautverhältnisse in den Dialekten bzw. Dialektgruppen zustande. Eine Motivation ist die Differenzierung von Phonemen bzw. von Lauten, die als nicht untereinander austauschbar angesehen werden. Eine andere ist die Verwendung von Diakritika nur für Laute, die weniger häufig auftreten.
Zum Beispiel werden die kurzen "e"-Laute in den Dialekten im südlichen Altbayern meistens geschlossen ausgesprochen, weshalb dort einfaches e verwendet wird, während die offenen "e"-Laute - sozusagen als Ausnahme - als "è" oder "ä" geschrieben werden. Weiters werden diese beiden Zeichen meist als gleichbedeutend angesehen, da dort der offene und der überoffene Laut in den meisten Dialekten nur als Aussprachevarianten angesehen werden, nicht als zwei Phoneme.
Eine ähnliche Erscheinung ist die Differenzierung des weniger stark verdunkelten "a"-Lauts und des stärker verdunkelten (nicht mehr als "a"-Laut wahrgenommenen) durch å versus ò, a versus å (wobei der helle "a"-Laut dann durch à differenziert wird) oder einfach durch a versus o (der helle "a"-Laut wird dann teilweise als aa geschrieben) in den Dialekten im westlichen Altbayern. In den österreichisch-bairischen Dialekten, wo der historische "a"-Laut stärker verdunkelt ist, wird das Zeichen å für diesen Laut verwendet (wobei der helle "a"-Laut teilweise als einfaches a geschrieben wird). In den Dialekten im Nordosten von Österreich (speziell im Wienerischen) wird jedoch ein anderer Laut unterschieden: Ein dem dunklen a ähnlicher, nasaler Laut, der als au(n) oder ã(ã) geschrieben wird. Hier wird die schriftliche Nichtdifferenzierung als inadäquat empfunden, wie analog dazu die Nichtdifferenzierung von å und ò in den Dialekten im westlichen Altbayern.

## Standardsprachliche Schreibungen
In manchen Ortsbezeichnungen im bairisch-österreichischen Raum finden sich noch alte bairische Umschreibungen für die Diphtoge ia und ua, die folgendermaßen wiedergegeben werden:
Pass Lueg (gesprochen: Påss Luag) – im Salzburger Land
Lueg ins Land (gesprochen: Luag ins Land) – in München
Liezen (gesprochen: Liazn) in der Steiermark
Dienten (gesprochen: Deantn, IPA: [tɛ̃ɐ̃ntn̩]) im Salzburger Pinzgau
In Österreich, das größtenteils zum bairischen Dialektraum zählt (bis auf Vorarlberg und das Tiroler Außerfern), ist vor dem Duden das Österreichische Wörterbuch maßgeblich, in dem viele dialektale Wörter in standardsprachlicher Variante wiedergegeben werden.
Auch im Duden lassen sich verschriftliche Dialektwörter finden, zum Beispiel Gschaftlhuber/Geschaftlhuber und Gstanzel/Gstanzl.

## Beispielsätze
Anhand eines Beispielsatzes kann illustriert werden, wie die verschiedenen Umschriften des Bairischen aussehen können:
auf Hochdeutsch: Mein Bruder ist in den Keller hinunter gegangen, um eine Flasche Wein heraufzuholen.
auf Bairisch: Mein Bruder ist in den Keller hinab (abhin) gegangen und holt eine Flasche Wein herauf (aufher). (Die Konstruktion mit „um zu + Infinitiv“ widerstrebt dem Bairischen.)
Schreibvarianten:
Mittelbairisch (Isar-Donau-Raum):
- Mei Bruada is in Kella owi gånga und hoid a Flåschn Wei(n) auffa.
- Meî Bruada is in Kella owi gaunga und hoid a Flåschn Weî auffa.
- Mei Bruada is in Keller åbi gången und hoid a Flåschn Wei(n) auffa.
- Mei Bruada is in Kölla owe gånga und hoid a Flåschn Wei(n) auffa.
- Mei Brueda is in Kella owi gånga und hoed a Floschn Wei(n) auffa.
- uva.

Nordbairisch (Oberpfalz und angrenzende Regionen):
- Mei Brouda is in Kella o-e gånga und hold a Flåschn Wei(n) àffa.

weitere Beispiele (laut Schreibung der Bairischen Wikipedia):
- S' Liesal håd sé an Haxn brocha – Elisabeth hat sich das Bein gebrochen.
- S' Mausi kummt heid spàda hoăm – Mein Schatz kommt heute später nach Hause.
- Da Seppi gehd zum Jòng – Josef geht jagen.
- Mei, dés Héndl schmeggd guăd – Das Huhn ist gut.
- D' Resi fåhrt heid nåch Deitschland – Die Resi fährt heute nach Deutschland.
- I håb den Wein am hintastn Egg fiarazàd – Ich habe die Weinflasche aus der hintersten Ecke hervorgeholt (fürher gezerrt).
- S' Boărische is a Grubbm vau Dialekte im Südn vaum deitschn Språchraum – Das Bairische ist eine Gruppe von Dialekten im Süden vom deutschen Sprachraum.

In Österreich – speziell in Wien – gibt es im gesprochenen Dialekt einen markanten nasalen 'a'-Laut, der oftmals mit der Buchstabenkombination 'au' wiedergegeben wird, wie zum Beispiel:
Bairisch: Dés kauns jå néd gebm, dass da Wein ausgången is.
Hochdeutsch: Das kann nicht sein, dass der Wein ausgegangen ist".
Bairisch: Vüilleicht kaun uns da Nåchba a Flàschàl leichn (läächa).
Hochdeutsch: Vielleicht kann uns der Nachbar eine Flasche leihen".
Weiters gibt es in den östlichen Regionen in Österreich noch ein dunkles, stark betontes 'ö' und 'ü', der oftmals mit 'öi' und 'üi' wiedergegeben wird, wie zum Beispiel.
Regjonöi wird á Slowenisch gredt – Regional wird auch Slowenisch gesprochen
Wüist dés heid måchn? – Willst du das heute machen?
Beispielsätze mit charakteristischen Lautungen der bairischen Dialekthauptgruppen:
Die Schreibung hier richtet sich nach der Bairischen Wikipedia, wobei zum guten Vergleich der verschiedenen Lautungen die gleichen Lautzeichen benutzt werden (von kleinregionalen Feinheiten wird dabei jedoch abgesehen). In der Praxis ergeben sich jedoch auch durch die verschiedartigen Schreibkonventionen Unterschiede im Schriftbild.
- Nordbairisch: Mâi gròußer Brouder hòut vül Göld ghult. Zwoa òlte Schòuf kumma im dejfm Schnèj. Oa Mãã mooch a wòams Wåssa.
- Mittelbairisch Münchner Prägung (Westmittelbairisch): Mâi groußer Bruader hòt vui Gèjd ghoit. Zwoa òite Schòòf kemma im diafm Schnèè. Oa Môô mòòg a wååms Wåssa.
- Mittelbairisch Wiener Prägung (Ostmittelbairisch): Mâi großer Bruader hòt vüü Gööd ghoit. Zwaa òite Schòòf kumma im diafm Schnèè. Ââ Mãã mòòg a wòams Wòssa.
- Südbairisch: Mai groaßer Bruader hòt vil Geld gholt. Zwoa òlte Schòòf kemmen im tiafm Schnea.

## Beispiel anhand eines Gedichtes
Dieses Gedicht stammt von Herbert Gschwendtner und ist in „Pongauer Mundart“ verfasst, einem Übergangsdialekt von Mittel- und Südbairisch, welcher im Salzburger Land im Bezirkt St. Johann im Pongau gesprochen wird.

 Muattaspråch 
D' Muattaspråch im Våtalônd,

dé uns d' Åidn iwaliefat hômd,

hert si so schê ô baim Singa

kô åwa baim Rédn derb klinga.

Baim Straitn werds går gschead.

Hårt is 's, båid 's strêng gnumma werd.

Dônn wieda schmaichet sa si aî

so zårt, so liab und so faî.

Hoamatspråch, der Ausdrugg in dir

der is gwiss gråd so wia mir.